# Hunter × Hunter: Phantom Rouge
Hunter × Hunter: Phantom Rouge (jap. 劇場版 Hunter×Hunter 緋色の幻影 Gekijō-ban Hantā Hantā: Fantomu rūju) – japoński film animowany z 2013 roku na podstawie mangi Hunter × Hunter autorstwa Yoshihiro Togashiego. Film został wyprodukowany przez studio Madhouse, natomiast jego premiera w japońskich kinach odbyła się 12 stycznia 2013.

## Fabuła
Film zaczyna się od koszmaru Killuy, w którym jego brat Illumi ostrzega go, aby nigdy nie zawierał przyjaźni, twierdząc, że prędzej czy później albo on zdradzi, albo zostanie zdradzony. Następnie KIllua budzi się wraz z Gonem na sterowcu, gdzie ten pierwszy obiecuje, że nigdy go nie zdradzi. Po dotarciu do celu podróży spotykają Leorio i dowiadują się, że on i Kurapika badali plotkę o ocalałym z klanu Kurta Kurapiki, dopóki nie spotkali młodego chłopca, którego Kurapika rozpoznał jako swojego przyjaciela z dzieciństwa Pairo, który atakuje go i kradnie mu oczy. Nieprzytomny od tego czasu Kurapika budzi się obok innych i wkrótce potem swoimi skradzionymi oczami ma wizje mężczyzny, którego prawa dłoń jest oznaczona tatuażem pająka, tym samym, którego używają członkowie Trupy Fantomu.
Opierając się na innych szczegółach widzianych przez Kurapikę w jego wizji, Gon i Killua zostawiają go pod opieką Leorio i rozdzielają się w poszukiwaniu lokalizacji Pairo. Gon spotyka i zaprzyjaźnia się z młodym lalkarzem o imieniu Retsu, a kiedy Killua ponownie się z nim spotyka, zdają sobie sprawę, że Retsu jest dziewczyną. Ze względu na lojalność Killuy wobec Gona, Killua szybko staje się o nią zazdrosny. Gdy zapada noc, Leorio i Kurapika zostają zaatakowani przez Hisokę, podczas gdy Gon i pozostali zostają zaatakowani przez Uvogina, który był uznawany za martwego, jednak ratują ich Nobunaga i Machi, którzy pokonują nieprzyjaciela. Następnie okazuje się, że Uvogin został ożywiony jako marionetka przez Omokage, byłego członka Trupy Fantomu, który został pokonany i zastąpiony przez Hisokę. Omokage wysyła grupę marionetek, w tym jedną opartą na Pakunodzie, aby zaatakować swoich byłych towarzyszy, ale wszystkie zostają przez nich zniszczone. Po wycofaniu się Omokage, Nobunaga i Machi również odchodzą, ostrzegając Gona i Killuę, aby nie stawali między Omokage a Trupą Fantomu, ponieważ mają z nim rachunki do wyrównania.
Następnego dnia Retsu prowadzi Gona i Killuę do rezydencji z wizji Kurapiki, a po pozostawieniu jej dla jej bezpieczeństwa, spotykają inną marionetkę, teraz opartą na Illumim, która ich atakuje. Gdy lalka Illumiego jest bliska ukradnięcia oczu Killui, Gon interweniuje i sam traci swoje oczy. Wstydząc się, że nie zdołał ochronić Gona i wierząc, że zdradził przyjaciela, Killua ucieka i próbuje popełnić samobójstwo, ale zostaje uratowany przez Gona, który wyśledził go dzięki swojemu wyostrzonemu węchowi. Następnie Gon ujawnia, że z własnej woli pozwolił lalce Illumiego ukraść swoje oczy, aby mogli wytropić Omokage. Oświadcza również, że od dawna zdawał sobie sprawę, że Retsu była jednym z jego marionetek. Po ponownym spotkaniu z Leorio i Kurapiką, wyruszają do miejsca, w którym znajduje się Omokage, aby stawić mu czoła.
Po powrocie do kryjówki Omokage odzyskuje swoje oczy od Retsu, która okazuje się być marionetką stworzoną z ciała jego zmarłej siostry. Kiedy Gon i jego przyjaciele pojawiają się na miejscu, ujawnia, że celowo pozwolił im się wyśledzić, ponieważ zamierza zdobyć oczy Leorio i Killuy, aby wykorzystać je również w swoich marionetkach. Po wyznaniu Kurapice, że również brał udział w masakrze klanu Kurta i twierdząc, że obecnie nie ma w swoim posiadaniu innych szkarłatnych oczu, Omokage wysyła lalki Pairo i Illumiego do ataku na łowców, ale Gon i Kurapika pokonują je z pomocą Leorio i Killua i odzyskują ich oczy. Jednak Omokage aktywuje sześć innych lalek opartych na członkach Trupy Fantomu, aby ich zaatakować, ale Hisoka pojawia się, aby walczyć po ich stronie. Podczas gdy Hisoka rozprawia się z trzema marionetkami, Omokage wchłania pozostałe trzy, aby uzyskać ich moce i walczyć z Gonem i resztą, dopóki ci nie łączą sił w wspólnym wysiłku, co pozwala Kurapice skutecznie unieruchomić go swoim łańcuchem.
Po pokonaniu Omokage, Kurapika oferuje mu szansę na oszczędzenie w zamian za zapieczętowanie jego mocy na całe życie, ale on odmawia. Killua proponuje, że zabije Omokage zamiast Kurapiki, jednak wtedy lalkarz zostaje dźgnięty przez Retsu, która twierdzi, że zadał już wystarczająco wiele cierpienia jej i jej przyjaciołom. Prawdziwa Trupa Fantomu pojawia się niedługo potem, ale decydują się pozwolić Kurapice i Hisoce odejść, twierdząc, że rozliczą się z nimi innym razem. Gdy całe miejsce zostaje podpalone, Retsu postanawia dać się pochłonąć płomieniom wraz z bratem i dziękuje Gonowi i Killui za wspólnie spędzone chwile. Jakiś czas później Gon i Killua rozstają się z przyjaciółmi i wyruszają w dalszą podróż.

## Obsada
| Postać             | Seiyū            |
| ------------------ | ---------------- |
| Gon Freecss        | Megumi Han       |
| Killua Zoldyck     | Mariya Ise       |
| Kurapika           | Miyuki Sawashiro |
| Leorio Paradinight | Keiji Fujiwara   |
| Omokage            | Naohito Fujiki   |
| Retsu              | Aya Hirano       |
| Hisoka Morow       | Daisuke Namikawa |
| Illumi Zoldyck     | Masaya Matsukaze |
| Pairo              | Umika Kawashima  |
| Nobunaga Hazama    | Naoya Uchida     |
| Machi Komachine    | Rena Maeda       |
| Uvogin             | Akio Ōtsuka      |
| Pakunoda           | Romi Park        |
| Phinks             | Kenn             |
| Franklin           | Hidenobu Kiuchi  |
| Feitan             | Kappei Yamaguchi |
| Chrollo Lucilfer   | Mamoru Miyano    |
| Shalnark           | Noriko Hidaka    |
| Shizuku            | Miho Arakawa     |

## Produkcja
W marcu 2012 źródło powiązane z anime Hunter × Hunter doniosło redakcji Mainichi Shimbun, że trwają prace na filmem kinowym. Numer magazynu Shūkan Shōnen Jump z lipca 2012, zawierał pierwszy plakat Gekijōban Hunter × Hunter Phantom Rouge. Przedstawia on szkarłatne oko Kurapiki z odbijającą się w nim cyfrą cztery i ujawnia, że w filmie „dramatycznej akcji” pojawi się Trupa Fantomu. Fabuła filmu oparta jest na niepublikowanej historii, którą twórca mangi Yoshihiro Togashi napisał około 10 lat wcześniej. Kilka dni później uruchomiona została oficjalna strona filmu ze zwiastunem, który był również wyświetlany w telewizji. Sierpniowy numer magazynu przedstawił zarys fabuły i ujawnił drugi plakat. Pierwszy zwiastun kinowy ukazał się we wrześniu.
W październiku, w 48 numerze Shūkan Shōnen Jump, zaprezentowano postać oryginalną dla filmu i numer cztery Trupy Fantomu, Omokage. Seiyū Aya Hirano i Umika Kawashima udzieliły głosu nowym postaciom Retsu i Pairo, natomiast duet muzyczny Yuzu wykonał piosenkę przewodnią „Reason”. Drugi teaser został opublikowany na stronie internetowej w listopadzie. Bilety na film, którego data premiery została ustalona na 12 stycznia 2013, trafiły do sprzedaży 3 listopada i zawierały przezroczyste teczki z grafikami z serii dodawanymi aż do wyczerpania zapasów.
Yoshihiro Togashi, napisał dwuczęściową mangę Kurapika tsuioku-hen (jap. クラピカ追憶編), stanowiącą prequel do filmu. Zebrana wersja historii, określana jako „Tom 0” serii, została przekazana pierwszemu milionowi widzów. Powieść na podstawie filmu, napisana przez Hajime Tanakę, została wydana 15 stycznia 2013 nakładem wydawnictwa Shūeisha.

## Wydanie
Premiera Hunter × Hunter: Phantom Rouge odbyła się 12 stycznia 2013 w 257 japońskich kinach. Film zadebiutował na pierwszym miejscu w japońskim box office, sprzedając 357 976 biletów i zarabiając 456 779 000 jenów (około 5,143,930 dolarów). Jednakże w drugim weekendzie produkcja zanotowała spadek o 68,6% do zaledwie 1 655 960 dolarów, tracąc pierwsze miejsce na rzecz filmu Ted. Do szóstego weekendu Phantom Rouge zarobiło łącznie 12 595 288 dolarów. 7 lipca 2013 film został wydany na DVD, sprzedając się w 4 783 egzemplarzach w pierwszym tygodniu i zajmując piąte miejsce na liście Oriconu w kategorii DVD z animacją japońską. Premiera telewizyjna filmu odbyła się 27 grudnia 2013 o godzinie 2:38 rano na antenie Nippon TV, osiągając średnią oglądalność na poziomie 0,7%.